# María Ruiz Gámez
María Ruiz Gámez (Málaga, España, 11 de enero de 2001) es una futbolista profesional española. Actualmente juega en el Sporting Club de Huelva de la Primera División Femenina.

## Trayectoria deportiva
Debutó en el año 2016 con el primer equipo, fue autora del tanto que brindó el último ascenso a la élite del conjunto malaguista en el curso 17/18. Y comprometida con el club hasta el final de la campaña 20/21.

## Clubes
| Club                    | País   | Año         |
| ----------------------- | ------ | ----------- |
| Málaga CF Femenino      | España | 2016 - 2021 |
| RC Deportivo La Coruña  | España | 2021 - 2022 |
| Sporting Club de Huelva | España | 2022 -      |